# Max Lavegie
Max Lavegie est un auteur, compositeur et interprète français né le 11 janvier 1977 à Lyon.

## Carmen Maria Vega
Après cinq ans passés à Londres, où Max Lavegie partage son temps entre la pratique de la musique et l’activité d’ingénieur du son, il rentre à Lyon en 2005. 
Il participe alors à la création du label indépendant Gourmets Recordingz et rencontre Carmen Maria Vega, avec qui il travaillera plusieurs années et pour qui il composera deux albums. Elle est à la recherche d’un auteur-compositeur, et lui ne veut pas chanter ses propres textes : c’est ainsi que leur collaboration commence et qu’ils fondent le groupe Carmen Maria Vega, rejoints par Alain Arnaudet (contrebasse) puis en 2009 par Toma Milteau (batterie) et Olivier Smith (basse).

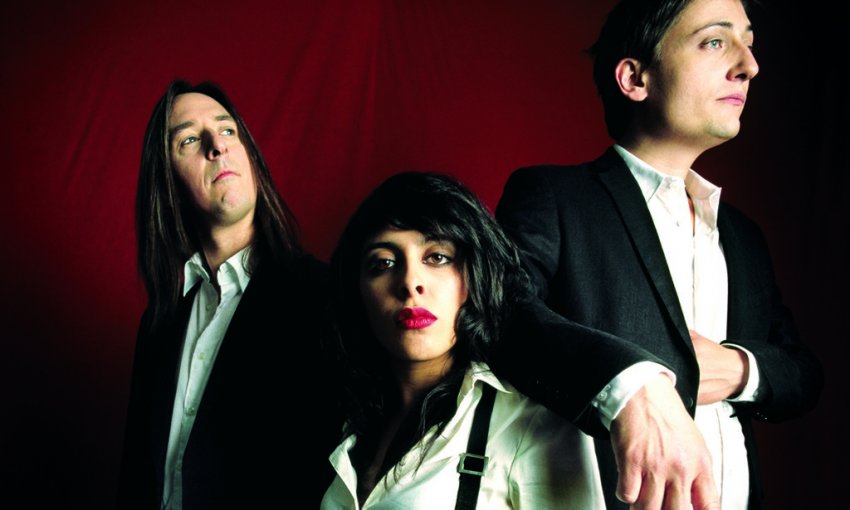
Alain Arnaudet (contrebassiste), Carmen Maria Vega & Max Lavégie

Le groupe part en tournée et assure plus de 200 dates en quatre ans, permettant ainsi de révéler Carmen Maria Vega comme « bête de scène ».
En 2009 sort le premier album (homonyme) du groupe. Si Carmen avoue qu’elle préfère la scène au studio, Max, lui, y est parfaitement à l’aise grâce à sa formation d’ingénieur du son. 
Le groupe est signé sur A/Z Universal et sort un deuxième album en 2012, Du chaos naissent les étoiles.

## 2011
Max Lavegie compose le titre Amour blême pour le premier album de Luce (gagnante de la huitième saison de la Nouvelle Star en 2010), Première phalange.

## 2012
Il réalise l’EP de Bob Solo, qui rencontre un succès critique sur internet,,.
Max compose les chansons All in all et Never say never pour la chanteuse de jazz Sarah Lenka parues sur son album Hush.
Max Lavegie signe également la chanson Le Soldat pour le film Le Jour de la grenouille réalisé par Béatrice Pollet. Titre interprété à l'image par Carmen Maria Vega, qui y joue le rôle de Sarah. On en retrouve également une seconde version sur l'album Du Chaos naissent les étoiles.

## 2013
Max Lavegie écrit un texte pour accompagner l’exposition « L’intranquille » de Juliette Montier (peintures), dans le cadre du festival du Printemps des 
Poètes.

## Discographie

### Singles
- 2009 : La Menteuse
- 2012 : On s'en fout
- 2012 : Invité chez moi
- 2012 : La Marquise

### Récompenses du projet Carmen Maria Vega
- 2008 : Prix du conseil général et prix du public au festival Chorus des Hauts-de-Seine
- 2009 : Prix du public et du jury au festival Alors Chante ! de Montauban
- 2009 : FAIR 2009
- 2010 : Prix Barbara décerné à une jeune auteur-compositrice-interprète
- 2010 : Nommée au Prix Constantin
- 2013 : Prénommée aux Victoires de la musique dans les catégories: révélation scène et révélation du public.